# بيرس تورنر
بيرس تورنر (بالإنجليزية: Pierce Turner)‏ هو مغن مؤلف أيرلندي، ولد في 1956.

## وصلات خارجية
- الموقع الرسمي
- بيرس تورنر على موقع IMDb (الإنجليزية)
- بيرس تورنر على موقع ميوزك برينز (الإنجليزية)
- بيرس تورنر على موقع أول ميوزيك (الإنجليزية)
- بيرس تورنر على موقع ديسكوغز (الإنجليزية)
- بيرس تورنر على موقع قاعدة بيانات الفيلم (الإنجليزية)